# Список наливок, производившихся в СССР

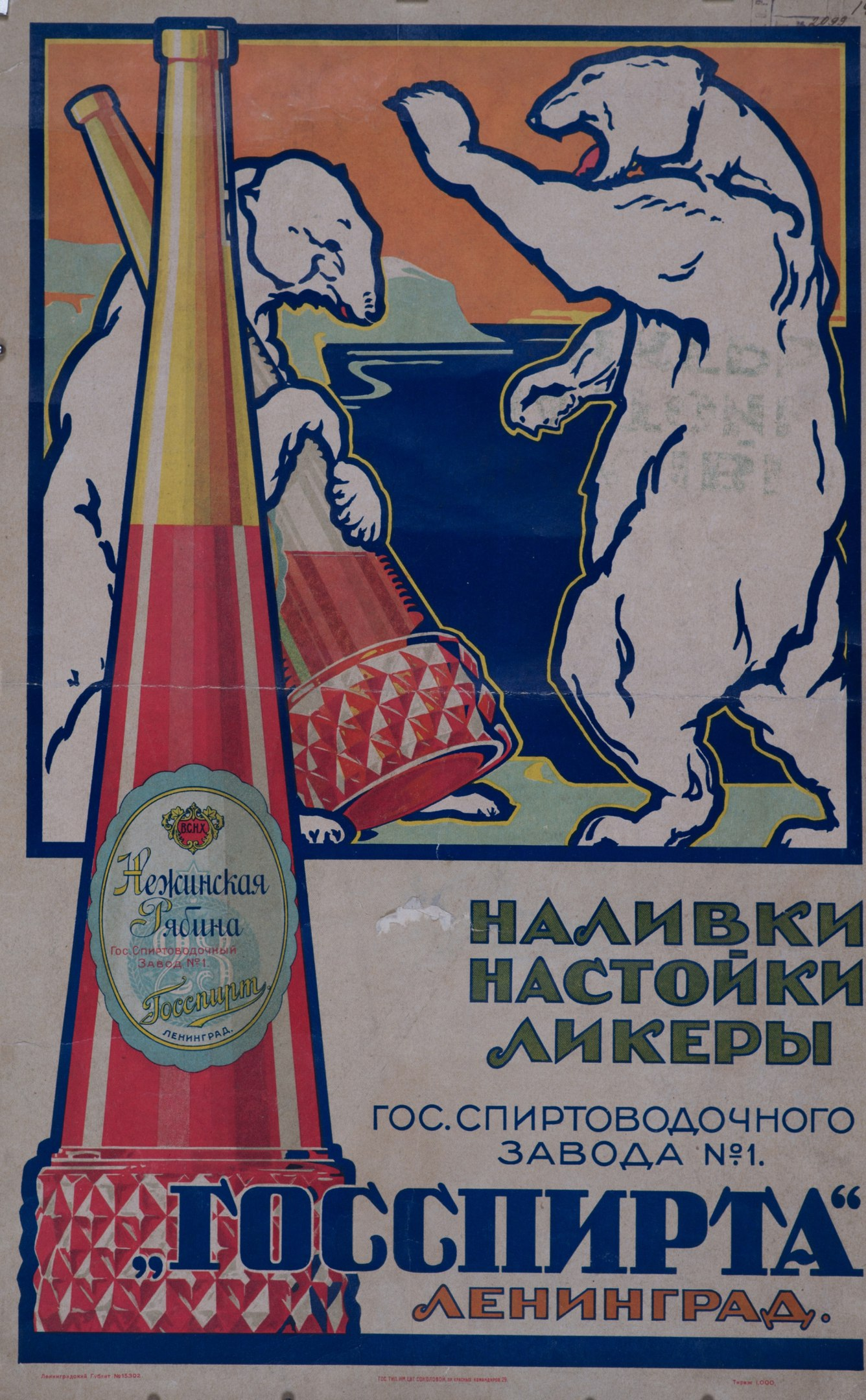
Рекламный плакат продукции «Госспирта»

В список включены наливки, производившиеся в СССР промышленно.
В Советском Союзе начиная с 1923 года промышленно производилось не менее 27 сортов наливок, представлявших собой сладкие и кисло-сладкие алкогольные напитки средней крепости, изготавливавшихся путём настаивания фруктово-ягодного сырья на водно-спиртовом растворе c сахарным сиропом и лимонной кислотой. Советские наливки содержали 18—20 % объёмной доли спирта, 28—40 грамм/100 мл сахара и разливались в бутылки ёмкостью 0,25 и 0,5 литра. Могли содержать до 40 % ягодных или фруктовых соков. После приготовления готовый напиток обычно отстаивался в течение 48 часов.

## Легенда
Список построен на основе «Энциклопедического словаря спиртных напитков» Г. Ю. Багриновского и «Рецептур ликёро-водочных изделий и водок» под редакцией А. И. Ковалевской. Элементы списка представлены в алфавитном порядке. Ссылки на источники информации для каждой строки таблиц списка и комментариев, приведённых к соответствующим строкам, сгруппированы и располагаются в столбце Примечания. Сортировка может проводиться по любому из выбранных столбцов таблиц, за исключением Состава и Примечаний.
- Физико-химические показатели напитков:
  - Крепость — крепость напитка, процентная объёмная доля (% об.) безводного этилового спирта.
  - Экстракт — общий экстракт, суммарная концентрация всех растворенных в напитке нелетучих веществ, г/100 мл
  - Сахар — общий сахар, г/100 мл.
  - Кислотность — кислотность напитка, г/100 мл.
- Органолептические показатели напитков:
  - Цвет — цвет напитка.
  - Вкус — общая характеристика вкуса напитка.
  - Аромат — общая характеристика аромата напитка.
- Состав — краткое описание элементов, входивших в состав напитка.

## Список наливок
| Наименование         | Крепость, % об. | Экстракт, г/100 мл. | Сахар, г/100 мл. | Кислотность, г/100 мл. | Цвет                                            | Вкус/ Аромат                                                                    | Состав | Пр.                  |
| -------------------- | --------------- | ------------------- | ---------------- | ---------------------- | ----------------------------------------------- | ------------------------------------------------------------------------------- | --- | -------------------- |
| Айвовая              | 18              | 33—36               | 31—35            | 0,3                    | жёлтый                                          | кисло-сладкий вкус, аромат айвы                                                 | Вода, спирт этиловый, айвовый спиртованный сок, морс из айвы, ванилин, сахарный сироп, лимонная кислота, колер и тартразин.                 | [ 3 ] [ 4 ] [ 5 ]    |
| Алычовая             | 20              | 31,2                | 28—30            | 0,45                   | золотисто-жёлтый                                | кисло-сладкий вкус, аромат алычи                                                | Вода, спирт этиловый, алычовый спиртованный сок, морс из алычи, ванилин, сахарный сироп, лимонная кислота, колер и тартразин.               | [ 3 ] [ 6 ] [ 7 ]    |
| Ароматная            | 20              | 30,5                | 30               | 0,3                    | коричневый с красным оттенком                   | кисло-сладкий вкус, аромат малины с шоколадным оттенком                         | Вода, спирт этиловый, морс из малины, настой какао, ароматный спирт какао, ваниль, сахарный сироп, лимонная кислота и колер.                | [ 3 ] [ 8 ]          |
| Белорусская          | 18              | 36,7                | 36               | 0,38                   | красный с оранжевым оттенком                    | кисло-сладкий вкус, аромат сложный, округлённый, фруктовый                      | Вода, спирт этиловый, клубничный, малиновый и черносмородиновый спиртованные соки, ваниль, сахарный сироп и лимонная кислота.               | [ 9 ] [ 10 ]         |
| Вишнёвая             | 18—20           | 36,55—41,55         | 35—40            | 0,4                    | тёмно-вишнёвый                                  | кисло-сладкий вкус, аромат вишни с едва уловимыми нотками косточек              | Вода, спирт этиловый, вишнёвый спиртованный сок, морс из черники, ванилин, горький миндаль, сахарный сироп и лимонная кислота.              | [ 9 ] [ 11 ] [ 12 ]  |
| Десертная            | 18              | 29,7                | 28               | 0,5                    | вишнёво-красный                                 | кисло-сладкий вкус, аромат сложный с преобладанием вишни                        | Вода, спирт этиловый, вишнёвый и яблочный спиртованные соки, сахарный сироп и лимонная кислота.                                             | [ 9 ] [ 13 ]         |
| Запеканка            | 20              | 41,8                | 40               | 0,4                    | тёмно-вишнёвый                                  | кисло-сладкий вишнёвый вкус, аромат томлёной вишни с лёгкими нотками чернослива | Вода, спирт этиловый, вишнёвый спиртованный сок, морсы из черники и чернослива, ванилин, сахарный сироп и лимонная кислота.                 | [ 9 ] [ 14 ] [ 15 ]  |
| Запеканка украинская | 20              | 46,6                | 40               | 0,47                   | тёмно-вишнёвый                                  | кисло-сладкий вкус, аромат вишни с лёгкими нотками чернослива                   | Вода, спирт этиловый, вишнёвый спиртованный сок, морс из чернослива, ванилин, патока, сахарный сироп и лимонная кислота.                    | [ 9 ] [ 16 ] [ 17 ]  |
| Золотая осень        | 20              | 31,2                | 30               | 0,45                   | золотисто-жёлтый                                | кисло-сладкий вкус, фруктовый аромат                                            | Вода, спирт этиловый, алычовый, айвовый и яблочный спиртованные соки, тартразин, колер, сахарный сироп и лимонная кислота.                  | [ 9 ] [ 18 ] [ 19 ]  |
| Кизиловая            | 18              | 36,15               | 35               | 0,35                   | тёмно-красный с коричневым оттенком             | кисло-сладкий с незначительной терпкостью вкус, аромат кизила                   | Вода, спирт этиловый, кизиловый спиртованный сок, морс из черники, ванилин, колер, сахарный сироп и лимонная кислота.                       | [ 9 ] [ 7 ] [ 20 ]   |
| Клубничная           | 18              | 35,7—40,7           | 35—40            | 0,4                    | светло-красный                                  | кисло-сладкий мягкий вкус, аромат клубники                                      | Вода, спирт этиловый, клубничный спиртованный сок, морс из черники, ванилин, сахарный сироп и лимонная кислота.                             | [ 9 ] [ 21 ] [ 22 ]  |
| Курортная            | 18—19           | 37                  | 33—35            | 0,4                    | розовато-жёлтый                                 | кисло-сладкий вкус, аромат абрикоса                                             | Вода, спирт этиловый, яблочный спиртованный сок, морсы из кураги и черники, колер, сахарный сироп и лимонная кислота.                       | [ 9 ] [ 23 ] [ 24 ]  |
| Курская              | 19              | н/д                 | 33               | н/д                    | розовато-жёлтый                                 | кисло-сладкий вкус, аромат абрикоса                                             | Вода, спирт этиловый, яблочный спиртованный сок, морс из кураги, колер, сахарный сироп и лимонная кислота.                                  | [ 9 ]                |
| Лесная               | 18              | 30,5                | 30               | 0,45                   | красный                                         | кисло-сладкий вкус, аромат голубики                                             | Вода, спирт этиловый, яблочный или облепиховый спиртованный сок, голубичный спиртованный сок, сахарный сироп и лимонная кислота.            | [ 9 ] [ 25 ]         |
| Майская              | 20              | 35,6                | 30—34            | 0,6                    | красновато-коричневый                           | кисло-сладкий вкус, аромат фруктово-ягодный                                     | Вода, спирт этиловый, алычовый, малиновый и черносмородиновый спиртованные соки, морс из рябины, сахарный сироп и лимонная кислота.         | [ 9 ] [ 26 ]         |
| Малиновая            | 18              | 30,7                | 30—31            | 0,3                    | малиново-красный                                | кисло-сладкий малиновый вкус, аромат малины                                     | Вода, спирт этиловый, малиновый спиртованный сок, морс из черники, малиновая эссенция, ваниль, сахарный сироп и лимонная кислота.           | [ 9 ] [ 27 ] [ 28 ]  |
| Минский десерт       | 20              | 41,4                | 40               | 0,35                   | оранжево-красный                                | сладкий, кисловатый вкус, аромат фруктовый                                      | Вода, спирт этиловый, вишнёвый и яблочный спиртованные соки, морс из рябины, грушевая эссенция, сахарный сироп и лимонная кислота.          | [ 9 ] [ 29 ]         |
| Прикарпатская        | 18              | 37,5                | 35               | 0,55                   | тёмно-вишнёвый                                  | кисло-сладкий вкус, аромат мёда                                                 | Вода, спирт этиловый, айвовый и вишнёвый спиртованные соки, медовая эссенция, сахарный сироп и лимонная кислота.                            | [ 9 ] [ 30 ]         |
| Северная             | 20              | 40,8                | 40               | 0,46                   | пунцово-красный                                 | кисло-сладкий вкус, аромат клюквы                                               | Вода, спирт этиловый, морс из клюквы, краситель пищевой красный, сахарный сироп и лимонная кислота.                                         | [ 9 ] [ 24 ] [ 31 ]  |
| Сливянка             | 18              | 29,7                | 28               | 0,35                   | красный или тёмно-красный с коричневым оттенком | кисло-сладкий вкус, аромат сливы                                                | Вода, спирт этиловый, сливовый спиртованный сок или морс, морс из чернослива, сахарный сироп и лимонная кислота.                            | [ 12 ] [ 32 ] [ 33 ] |
| Сливянка украинская  | 18              | 40,8                | 35,5             | 0,4                    | красновато-коричневый                           | кисло-сладкий вкус, аромат сливы                                                | Вода, спирт этиловый, сливовый спиртованный сок, морсы из чернослива и черники, патока, сахарный сироп и лимонная кислота.                  | [ 32 ] [ 34 ] [ 35 ] |
| Спотыкач             | 20              | 41                  | 39               | 0,4                    | тёмно-вишнёвый                                  | кисло-сладкий вкус, аромат дымного чернослива и вишни                           | Вода, спирт этиловый, морсы из чернослива, вишни и черники, сахарный сироп и лимонная кислота.                                              | [ 15 ] [ 36 ] [ 37 ] |
| Спотыкач украинский  | 20              | 44,75               | 38               | 0,45                   | тёмно-вишнёвый                                  | кисло-сладкий вкус, аромат чернослива и вишни                                   | Вода, спирт этиловый, вишнёвый спиртованный сок, морс из чернослива, гвоздика, корица, портвейн, патока, сахарный сироп и лимонная кислота. | [ 17 ] [ 37 ] [ 38 ] |
| Терновая             | 18              | 31,2                | 30               | 0,45                   | оранжево-красный                                | кисло-сладкий терновый вкус, аромат тёрна                                       | Вода, спирт этиловый, терновый и ежевичный спиртованные соки, морс из черники, ванилин, колер, сахарный сироп и лимонная кислота.           | [ 22 ] [ 32 ] [ 39 ] |
| Украинская вишнёвая  | 20              | 39                  | 35               | 0,6                    | тёмно-вишнёвый                                  | кисло-сладкий вкус, аромат свежей вишни                                         | Вода, спирт этиловый, вишнёвый спиртованный сок, патока, сахарный сироп и лимонная кислота.                                                 | [ 35 ] [ 32 ] [ 40 ] |
| Чайная               | 20              | 30,2                | 30               | 0,2                    | светло-коричневый                               | сладкий, слегка терпкий вкус, аромат чая                                        | Вода, спирт этиловый, настой чая, коньяк, ванилин, колер, сахарный сироп и лимонная кислота.                                                | [ 5 ] [ 32 ] [ 41 ]  |
| Черносмородиновая    | 20              | 30,8                | 30               | 0,5                    | тёмно-красный                                   | сладкий, слегка терпкий вкус, аромат чёрной смородины                           | Вода, спирт этиловый, черносмородиновый спиртованный сок, сахарный сироп и лимонная кислота.                                                | [ 28 ] [ 32 ] [ 42 ] |

### Комментарии
1. ↑  Здесь и далее все морсы первого и второго слива.
2. ↑  Здесь и далее сахарный сироп 65,8 %.
3. ↑  Здесь и далее настой ванили первого и второго слива.
4. ↑  Здесь и далее настой горького миндаля первого и второго слива.
5. ↑  Только в случаях недостаточной окраски морсов из кураги.
6. ↑  Настой гвоздики первого и второго слива.
7. ↑  Настой корицы первого и второго слива.